# 圣安东尼奥-达普拉蒂纳
圣安东尼奥-达普拉蒂纳是巴西巴拉那州的一个市镇。总面积721.625平方公里，总人口41844人，人口密度58人/平方公里。